# Cydia millenniana
The Larch gall moth (Cydia millenniana) là một loài bướm đêm thuộc họ Tortricidae. Nó được tìm thấy ở châu Âu to Nga và the Korean Peninsula.
This species is often confused with Cydia zebeana. Due to this, it is difficult to be sure about the data published on the biology of both species. According to Whitebread (1975) và Booij và Diakonoff (1983), larvae of Cydia milleniana form galls, while larvae of Cydia zebeana do not.
Sải cánh dài 13–18 mm. Con trưởng thành bay vào tháng 6 và tháng 7 or tháng 5 và tháng 6.
Ấu trùng ăn Larix species. 